# Velikopoljsko vojvodstvo
Velikopoljsko vojvodstvo (Województwo Wielkopolskie) je jedno od 16 vojvodstava u Poljskoj, koje leži na zapadu zemlje. Drugo je po veličini vojvodstvo u Poljskoj i treće po broju stanovnika (više imaju Šlesko vojvodstvo i Mazovjecko vojvodstvo. Središte je Poznań.

## Povijest
Velikopoljsko vojvodstvo nastalo je 1999. godine od vojvodstava prijašnje administrativne podjele:
- poznańskog (u potpunosti)
- konińskog (osim općina Uniejów, Grabów i Świnice Warckie)
- pilskog (osim općina Wałeckog povjata)
- leszczyńskog (osim općina Górowskog iWschowskog povjata)
- kaliskog (osim općina Wieruszowskog i Oleśnickog povjata)
- zielenogórskog (samo općine Wolsztyn, Siedlec i Zbąszyń)
- gorzowskog (samo općine Międzychód i Miedzichowo)
- bydgoskog (samo općina Trzemeszno)

## Zemljopis
Velikopoljsko vojvodstvo se nalazi u zapadnom dijelu Poljske.
Središte velikopoljskog vojvodstva je Poznań, u čijoj aglomeraciji živi oko 950 tisuća stanovnika (oko 570 tisuća u Poznańu i oko 380 tisuća u poznańskom povjatu). Jedan je od najvećih uslužnih, gospodarskih, obrazovnih i kulturnih centara Poljske.
U Velikopoljskom vojvodstvu je 109 gradova.
Susjedna vojvodstva su:
- Donjošlesko vojvodstvo
- Kujavsko-pomeransko vojvodstvo
- Lubusko vojvodstvo
- Lodzko vojvodstvo
- Opolsko vojvodstvo
- Pomeransko vojvodstvo
- Zapadnopomeransko vojvodstvo